# Оругеро австралійський

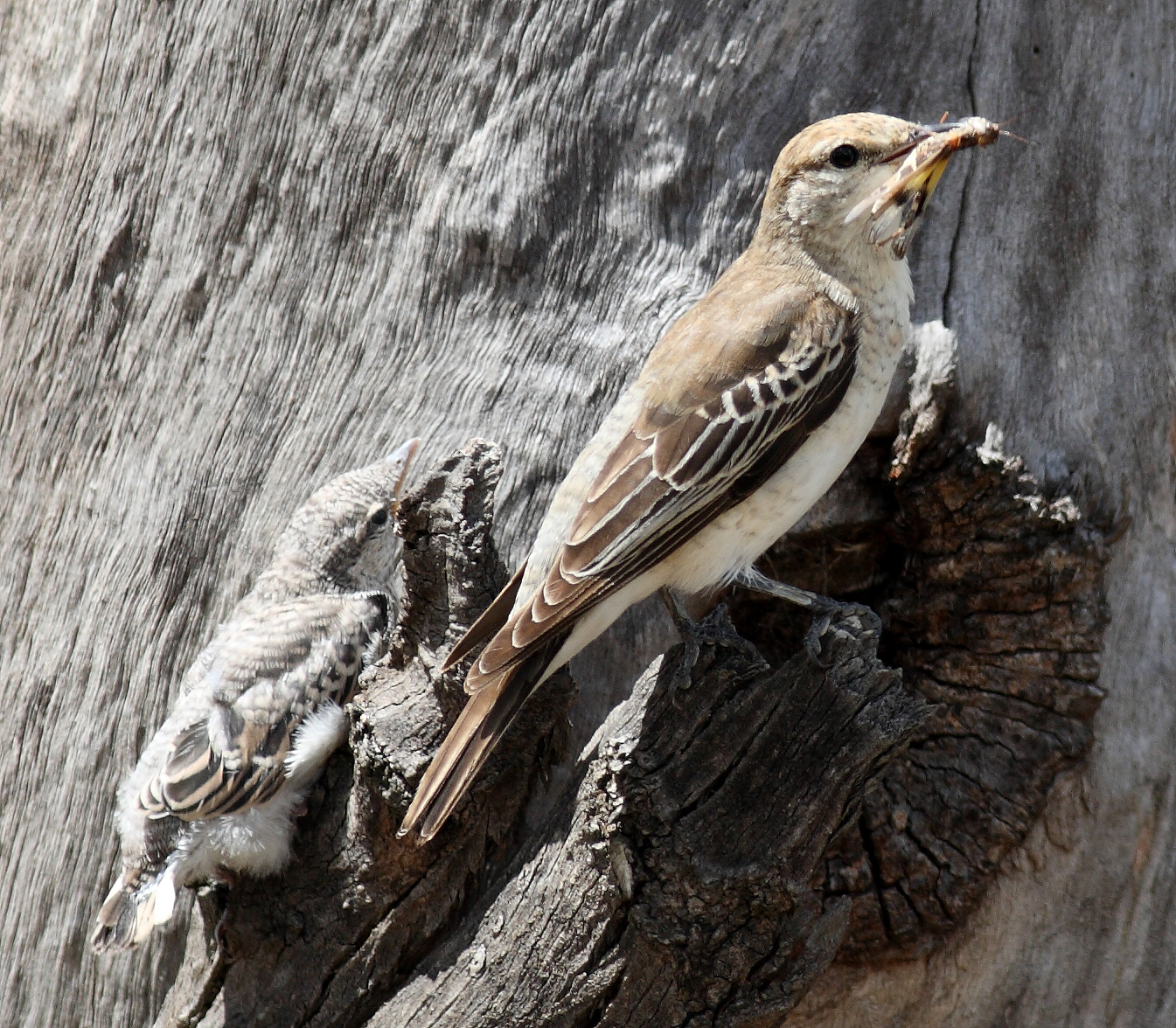
Самиця австралійського оругеро

Оруге́ро австралійський (Lalage tricolor) — вид горобцеподібних птахів родини личинкоїдових (Campephagidae). Мешкає в Австралії і Папуа Новій Гвінеї. Австралійський оругеро раніше вважався підвидом білокрилого оругеро.

## Опис
Довжина птаха становить 16–18 см. Самець під час сезону розмноження має строкате, чорно-біле забарвлення. Забарвлення самиці менш яскраве, коричнювато-охристе. У негніздовий період забарвлення самців стає схожим на забарвлення самиць, однак крила у них залишаються чорними.

## Поширення і екологія
Австралійські оругеро мешкають на всій території Австралії, а також на південному сході Нової Гвінеї. Популяції, що мешкають на півдні Австралії взимку мігрують на північ. Австралійські оругеро живуть в лісах, рідколіссях і чагарникових заростях. У посушливих районах вони живуть в заростях на берегах річок і озер.